# Красильников, Дмитрий Михайлович
Дмитрий Михайлович Красильников (род. 30 июля 1948, Казань, Татарская АССР, РСФСР, СССР) — хирург, доктор медицинских наук, профессор, заведующий кафедрой хирургических болезней Казанского государственного медицинского университета, главный хирург ГАУЗ «РКБ МЗ РТ».

## Биография
Дмитрий Михайлович Красильников родился 30 июля 1948 года в г. Казань.
В 1972 году он окончил Казанский государственный медицинский институт. Был принят в клиническую ординатуру, а затем в аспирантуру кафедры госпитальной хирургии № 1. Его наставником и учителем был профессор, а позднее член-корр. РАМН О. К. Скобелкин.
С 1982 г. — ассистент, с 1992 г. заведующий кафедрой хирургических болезней с курсами онкологии, анестезиологии и реаниматологии КГМИ. 19 января 1994 г. ему присвоено ученое звание «профессор».
В 1982 г. защитил кандидатскую диссертацию на тему «Клинико-функциональные изменения желудка после хирургического лечения язвенной болезни и их коррекция».
В 1993 г. защитил докторскую диссертацию на тему «Лазерное излучение в диагностике и хирургическом лечении больных с острой непроходимостью кишечника».
С 1987 по 2008 гг. Д. М. Красильников возглавлял по совместительству Центр лазерной хирургии Республики Татарстан, а с 2009 является руководителем хирургической службы ГАУЗ «РКБ МЗ РТ».
В 1996 г. был командирован в Афганистан (г. Кандагар) для оказания медицинской помощи членам экипажа самолёта Ил-76 авиакомпании «Аэростан», находившихся в плену у талибов.

## Профессиональная и научная деятельность
Д. М. Красильников особое значение придает разработке, применению новых хирургических технологий, инструментальных методик при выполнении традиционных и малоинвазивных вмешательств, на которые получено 12 патентов. Под его руководством внедрены новые реконструктивные операции при ранних и поздних послеоперационных осложнениях у пациентов с заболеваниями гепатопанкреатобилиарной зоны, желудочно-кишечного тракта.
В 2005 г. выпускает монографию «Ранние послеоперационные осложнения у больных с язвенной болезнью желудка и двенадцатиперстной кишки».
В 2006 г. издает «Атлас хирургических операций».
В 2008 г. выпускает монографию «Ранние послеоперационные осложнения у больных калькулезным холециститом и холедохолитиазом».
В 2013 г. выпускает монографию «Пептические язвы оперированного желудка».
В 2016 г. выпускает монографию «Несостоятельность швов желудочно-кишечного тракта».
В 2021 г. выпускает монографию «Постбульбарные язвы двенадцатиперстной кишки. (диагностика, хирургическая тактика)».
Монографии и большой атлас хирургических операций вызвали значительный интерес отечественных исследователей и практических хирургов, с 2000 г. Д. М. Красильников председатель хирургического общества Республики Татарстан.
Клиническая специализация: хирургия органов гепатопанкреатобилиарной зоны, брюшной полости. Профессор Д. М. Красильников — один из ведущих специалистов в области абдоминальной хирургии и, в частности, реконструктивной хирургии органов желудочно-кишечного тракта. Работа Дмитрия Михайловича в этом направлении заложила основу диагностической и лечебной тактики при многих заболеваниях в неотложной хирургии. Благодаря его работе в повседневную практику вошли минимально инвазивные операции при полостных образованиях брюшной полости. Он является признанным специалистом в области хирургического лечения заболеваний поджелудочной, щитовидной и паращитовидных желёз. Одним из первых обосновал возможность использования ультрафиолетового лазерного излучения с целью диагностики и лечения пациентов с острой кишечной непроходимостью, определения жизнеспособности кишечника. В 2011 г. под его руководством при участии профессора Я. Г. Мойсюка в ГАУЗ «РКБ МЗ РТ» впервые в Республике Татарстан успешно произведена ортотопическая трансплантация донорской печени.
Автор 2 руководств по хирургии, 6 монографий, 6 атласов хирургических операций и более 370 научных работ. Под руководством Д. М. Красильникова выполнено 2 докторских и 20 кандидатских диссертаций. Член редколлегий ряда медицинских журналов: «Казанский медицинский журнал», «Анналы хирургической гепатологии», «Практическая медицина».

### Членство в профессиональных организациях
- Почетный член Ассоциации гепатопанкреатобилиарных хирургов стран СНГ
- Председатель общества хирургов РТ

## Награды
- Орден Дружбы (2009) — «за достигнутые трудовые успехи и многолетнюю добросовестную работу»[1].
- Орден «За заслуги перед Республикой Татарстан» (2023) — «за значительный вклад в дело охраны здоровья населения и подготовку высококвалифицированных специалистов, многолетнюю плодотворную научную деятельность»[2].
- Премия правительства Российской Федерации в области науки и техники (2021) — «за разработку и внедрение инновационных лечебно-диагностических технологий снижения летальности больных панкреонекрозом в Российской Федерации»[3]
- Заслуженный врач Российской Федерации (1998) — «за заслуги в области здравоохранения и многолетнюю добросовестную работу»[4].
- Заслуженный врач Республики Татарстан (1996)[5].
- Медаль ордена «За заслуги перед Республикой Татарстан» (2018)[6]
- Медаль «В память 1000-летия Казани».
- Медаль «100 лет образования Татарской Автономной Советской Социалистической Республики»